# Заострів
Зао́стрів —  село в Україні, у Студениківській сільській громаді Бориспільського району Київської області. Населення становить 1 осіб.

## Історія
Перша писемна згадка про хутір Заострівський належать до 1787 року. Згадка міститься у "Книзі Київського намісництва". Хутір належав надвірному раднику Петрові Лукашевичу, населення хутора складало 12 осіб.
Хутір (тоді Заострівський) згаданий у "Списку населених місць Полтавської губернії" 1862 року видання. Тоді на хуторі налічувалося 7 дворів, мешкало 67 осіб.
Є на карті 1869 року як хутір Заострівський Лукашевича, 17 дворів
1910 - хутір Березанської волості Переяславського повіту Полтавської губернії, 29 господарств, 166 осіб обох статей з найманими робітниками.